# زاك بوتنام
زاك بوتنام (بالإنجليزية: Zach Putnam)‏ هو لاعب كرة قاعدة أمريكي، ولد في 3 يوليو 1987 في روتشستر في الولايات المتحدة.

## وصلات خارجية
- زاك بوتنام على موقع دوري كرة القاعدة الرئيسي (الإنجليزية)
- زاك بوتنام على موقعبيزبول رفرنس.كوم (الدوري الرئيسي) (الإنجليزية)
- زاك بوتنام على موقعبيزبول رفرنس.كوم (الدوري الثانوي) (الإنجليزية)
- زاك بوتنام على موقع إي إس بي إن.كوم (أم.أل.بي) (الإنجليزية)
- زاك بوتنام على موقع مشجعي الرسوم البيانية (الإنجليزية)